# Acció Nacional (Malta)
Acció Nacional (maltès Azzjoni Nazzjonali, AN) és un partit polític maltès, fundat el 2007 per l'empresari mèdic i antic membre del Partit Nacionalista, Josie Muscat.
És força conegut per la seva posició sobre la immigració. Considera que Malta ha de tancar les seves fronteres a la immigració il·legal, i quan això no sigui possible, la Unió Europea (de la que Malta és un membre) està obligada a compartir la càrrega de la immigració il·legal de Malta. Els immigrants il·legals no haurien de ser allotjats a Malta durant més d'un mes, sinó que han de ser traslladat a altres estats (Malta és el segon país més densament poblat del món). El partit també ha fet una crida per a elegir al President de Malta per eleccions direcdtes, amb majors poders i sense afiliació política, un Parlament més petit i un Consell d'Estat. També vol reduir els impostos mitjançant un impost únic i just a canvi de més responsabilitat social i lluita contra l'abús dels serveis socials.
Després del resultat de les eleccions legislatives malteses de 2008, Josie Muscat va anunciar la seva retirada de la política. Malgrat la seva retirada, Josie Muscat va ser persuadit per a romandre com a líder del partit. Durant l'assemblea del partit només es va presentar la seva candidatura.